# القرية السوداء (أفلح الشام)

تعديل مصدري - تعديل

القرية السوداء هي إحدى قرى عزلة العبادلة بمديرية أفلح الشام التابعة لمحافظة حجة، بلغ تعداد سكانها 1076 نسمة حسب تعداد اليمن لعام 2004.